# コハゲコウ
コハゲコウ（小禿鸛、Leptoptilos javanicus）は、コウノトリ目コウノトリ科ハゲコウ属に分類される鳥類。

## 分布
インド、インドネシア、カンボジア、スリランカ、タイ、ネパール、バングラデシュ、ブルネイ、マレーシア、ミャンマー（絶滅？）、ラオス

### 絶滅した分布域
中華人民共和国

## 形態
全長115cm。上面は緑色の光沢がある黒、下面が白い羽毛で被われる。頸部基部は襟巻き状の羽毛で被われない。
頭部から頸部にかけて羽毛がまばらで、オレンジ色の皮膚が露出する。嘴峰長28.3cm。嘴はやや上方へ反り上がる。嘴の色彩は黄色で、不規則な褐色の斑紋が入る。喉や頸部の下には袋状の皮膚（喉嚢、頸嚢）がない。後肢の色彩は黄褐色や黒。

## 生態
森林内にある河川や池沼、湿原、マングローブ林、干潟などに生息し、草原や農耕地に生息することもある。
食性は動物食で、魚類、両生類、爬虫類、貝類などを食べる。
繁殖形態は卵生。小規模な集団繁殖地（コロニー）を形成する。森林内にある大木の樹上に木の枝を組み合わせた巣を作り、卵を産む。

## 人間との関係
開発による生息地の破壊、狩猟などにより生息数は激減している。1996年における生息数は7,000羽以下と推定されている。